# Anna Maria Bugliari
 (juin 2025).
Si vous disposez d'ouvrages ou d'articles de référence ou si vous connaissez des sites web de qualité traitant du thème abordé ici, merci de compléter l'article en donnant les références utiles à sa vérifiabilité et en les liant à la section « Notes et références ».
Anna Maria Bugliari, née le 28 mars 1934 à Rome dans la région du Latium en Italie, est une mannequin et actrice italienne, lauréate du concours de miss Italie en 1950.

## Biographie
Née à Rome en 1934, elle est couronnée Miss Italie à Salsomaggiore Terme en 1950, devançant notamment les futures actrices Sophia Loren, deuxième, et Giovanna Ralli, non classée. Elle est la première miss lauréate originaire de la ville éternelle.
Elle profite de sa nouvelle notoriété pour devenir actrice et prend part à son premier film en 1951, la comédie Ha fatto 13 de Carletto Manzoni (it). En 1952, elle tourne dans le sketch Ballo Excelsior de la comédie Heureuse époque (Altri tempi) d'Alessandro Blasetti inspiré par le ballet Excelsior de Luigi Manzotti et obtient un rôle secondaire dans la comédie romaine Les Fiancés de Rome (Le ragazze di piazza di Spagna) de Luciano Emmer.
En 1953, elle apparaît dans le drame Le Sac de Rome (Il sacco di Roma) de Ferruccio Cerio et joue son propre rôle dans l'un des sketches de la comédie Les Amants de Villa Borghese (Villa Borghese) de Gianni Franciolini, aux côtés notamment de Franca Valeri et d'autres miss de l'époque comme Marcella Mariani ou Eloisa Cianni, avant de se mettre fin à sa carrière.
En 2011, elle participe à l'émission I migliori anni.

## Filmographie

### Au cinéma
- 1951 : Ha fatto 13 de Carletto Manzoni (it)
- 1952 : Heureuse époque (Altri tempi) d'Alessandro Blasetti
- 1952 : Les Fiancés de Rome (Le ragazze di piazza di Spagna) de Luciano Emmer
- 1953 : Le Sac de Rome (Il sacco di Roma) de Ferruccio Cerio
- 1953 : Les Amants de Villa Borghese (Villa Borghese) de Gianni Franciolini

## Prix et distinctions
- Miss Italie 1950.